# Nakrst
Nakrst je priimek več znanih Slovencev:
- Avrelija Nakrst (1908–1994), slovenska zamejska gledališka igralka, režiserka in mentorica
- Janja Nakrst (* 1959), slovenistka
- Nataša Nakrst (* 1962), triatlonka, edina triatlonka z zlato medaljo na polovičnem ženskem ironmanu
- Nevenka Nakrst, psihologinja
- Rado Nakrst (1906–1987), slovenski zamejski gledališki igralec